# 샹그릴라 프론티어 ~망겜 헌터, 갓겜에 도전하다~
《샹그릴라 프론티어 ~망겜 헌터, 갓겜에 도전하다~》(일본어: シャングリラ・フロンティア～クソゲーハンター、神ゲーに挑まんとす～ 샨구리라 푸론티아 구소게 한타 가미게니 이도만토스[*])는 카타리나가 집필한 일본의 웹 소설 시리즈이다. 2017년 5월 웹소설 투고 웹사이트 소설가가 되자에서 연재가 시작되었다. 후지 료스케가 그린 만화가 2020년 7월부터 코단샤의 소년 만화 잡지 주간 소년 매거진에 연재되고 있다. C2C가 제작한 애니메이션 TV 시리즈 각색판이 2023년 10월부터 2024년 3월까지 방영되었다. 두 번째 시즌은 2024년 10월에 방영될 예정이다.
2023년 제47회 코단샤 만화상 소년 부문을 수상했다.

## 구성
이야기의 배경은 가까운 미래, 옛날 디스플레이 화면을 사용한 게임은 복고풍 게임으로 분류되고 본격적인 VR 게임이 일반화되는 상황이다. 이러한 게임이 주류가 되면서 소위 "쓰레기 게임"이 많이 존재하게 되었다. 즉, 성급하고 결함이 많으며 시스템이 향상된 시각적 기술을 따라가지 못하는 잘못된 게임이 있다. 히즈토메 라쿠로는 "쓰레기 게임 사냥꾼"으로, 결함으로 인한 어려움에 관계없이 마스터할 수 있을 때까지 썬라쿠(Sunraku)라는 별명으로 플레이하는 일반적으로 부끄러운 게임을 매우 좋아한다. 라쿠로는 대형 『페어리아 크로니클 온라인』 쓰레기 게임을 클리어하고 일종의 번아웃 증후군에 시달리고 있다. 자신이 가장 좋아하는 게임 상점 "로크롤"(RockRoll)의 주인의 제안으로 그는 3천만 명의 등록 플레이어를 보유한 풀 다이브 VR 게임인 베스트셀러이자 우수한 "샹그릴라 프론티어"를 구입한다. 그는 플레이어 캐릭터 썬라쿠로 샹그릴라 프론티어의 세계에 들어간다. 그곳에서 그가 전문 쓰레기 게임 사냥꾼으로서 습득한 모든 기술은 게임을 진행하면서 유용하게 사용될 것이다.